# Chantal Bourragué
Pour les articles homonymes, voir Bourragué.
Chantal Bourragué, née le 3 mars 1946 à Angoulême, est une femme politique française, membre de l'Union pour un mouvement populaire et députée de la 1re circonscription de la Gironde de 2002 à 2012.

## Biographie
Elle est diplômée en Sciences économiques de l'université de Bordeaux. 
Fondée de pouvoirs dans une grande banque d’affaires internationale (Banque de Paris et des Pays-Bas) pendant 25 ans (jusqu'en 1996): Financement d’entreprises, prises de participations, immobilier et placements financiers, notamment propriétés viticoles : Paribas Domaines.
Engagée dans le milieu associatif : Jeune Chambre Économique de Bordeaux, l’association Enfance et Famille d’Adoption (EFA), l’association Rénovation (personnes handicapées psychiques), Institut des Jeunes Sourds et Jeunes Aveugles.
Élue pour la première fois en 1977 comme conseillère municipale de la ville de Bordeaux.
Adjointe au maire (de 1989 à 2002) auprès de Jacques Chaban-Delmas puis d’Alain Juppé, elle a été successivement chargée de l’Éducation, de la politique de l’Habitat (membre du CA de l’Union Nationale HLM et présidente de l’association régionale) puis de l’Administration Générale.
Conseillère générale du 2e canton de 1992 à 2004.
Suppléante de Jean Valleix (Député-maire du Bouscat) au cours de la XIe législature (1997-2002), elle est élue députée le 16 juin 2002, pour la XIIe législature (2002-2007), dans la 1re circonscription de la Gironde, elle fait partie du groupe UMP.
Membre de la Commission des Affaires Culturelles, Sociales et Familiales, 
Membre de la délégation aux droits des Femmes et à l’Egalité des Chances, 
Vice-présidente du groupe d’études pour les Personnes fragilisées. 
Très investie sur le handicap et sa prise en compte au cours de ce mandat
Elle est réélue le 17 juin 2007 pour la XIIIe législature (2007-2012), avec 54,45 % des voix contre 45,55 % à la candidate socialiste Béatrice Desaigues.
Elle est battue le 17 juin 2012 lors des élections législatives pour la XIVe législature (2012-2017), à 48.51% contre 51.49% pour la candidate socialiste Sandrine Doucet. La première circonscription de la Gironde était un bastion de la droite depuis 133 ans.

## Mandats

### Conseillère municipale
- 20/03/1989 - 18/06/1995 : adjointe au maire de Bordeaux (Gironde) pour l'éducation
- 19/06/1995 - 18/03/2001 : adjointe au maire de Bordeaux (Gironde) pour l'habitat social
- 19/03/2001 - 05/07/2002 : adjointe au maire de Bordeaux (Gironde) pour l'administration générale
- 13/10/2006 - 16/03/2008 : membre du Conseil municipal de Bordeaux
- depuis 2008 : membre du Conseil municipal de Bordeaux

### Conseillère générale
- 30/03/1992 - 22/03/1998 : membre du Conseil général de la Gironde et membre de la commission Solidarité
- 23/03/1998 - 28/03/2004 : membre du conseil général de la Gironde

### Députée
- 19/06/2002 - 19/06/2012  : députée de la Gironde

Depuis 2007 pour son second mandat, Chantal Bourragué siège à la prestigieuse commission des affaires étrangères. Nommée en 2008 parlementaire en mission pour 6 mois par le Premier Ministre, elle a rendu un rapport sur la meilleure prise en compte de l'égalité homme/femme dans les politiques de coopération de la France. 
Elle est également membre de l'Union interparlementaire (UIP). L'UIP est la plus ancienne des institutions internationales à caractère politique puisque sa naissance date de 1889. C'est un député français, Frédéric Passy, qui à l'époque eut l'idée, avec un de ses collègues britanniques, William Randal Cremer, de créer cette organisation destinée à œuvrer au service de la paix.
À ce titre, Chantal Bourragué s'est rendue à l'Audition parlementaire annuelle aux Nations unies, organisée conjointement par l'UIP et le Bureau du Président de l'Assemblée générale des Nations unies à New-York.
Chantal Bourragué est également :
- vice-présidente de la Mission d'information : «Présence et intérêts français en Amérique latine» ;
- membre de la mission d’information: «Aide au développement : Quel équilibre entre multilatéralisme et bilatéralisme» ;
- vice-présidente de la commission spéciale chargée de vérifier et d’apurer les comptes ;
- vice-présidente du groupe d'études sur l'enseignement privé sous contrat et hors contrat ;
- membre de la délégation aux droits des femmes et à l’égalité des chances entre les hommes et les femmes ;
- présidente du groupe d’amitié France/Malte ;
- membre du groupe d’étude sur l’aérospatiale.

## Distinction
- Chevalier de l'ordre national de la Légion d'honneur (depuis le 14 juillet 2015[2])